# Кедворт, Ральф
Ральф Ке́дворт (англ. Ralph Cudworth; 1617[…], Aller, Сомерсет — 26 июня 1688[…], Кембридж) — английский философ.
Был профессором гебраистики в Кембридже. Кедворт принадлежал к числу кембриджских платоников. Оспаривал сенсуализм Гоббса. Праву и морали приписывал божественное происхождение. Мораль, изначально заложена, по мнению Кедворта, в человеческом разуме, а не в результате соглашения[между кем и кем?]. Главный труд Кедворта: «The true intellectual system of the universe, wherein all the reason and the philosophy of atheism is confuted» (Лонд., 1678). В 1731 году епископ Чандлеропубликовал сочинение Кедворта «Treatise concerning eternal and immutable morality». Вместе с У. Чиллингвортом и знаменитым проповедником Тиллотсоном стоял во главе английской религиозной партии латитудинариев.